# Улица Балдонес
Улица Ба́лдонес (латыш. Baldones iela) — улица в Курземском районе города Риги, в историческом районе Агенскалнс. Начинается от улицы Слокас, пролегает в юго-западном направлении до улицы Грегора. Общая длина улицы Балдонес составляет 869 метров.
На всём протяжении улица Балдонес асфальтирована, разрешено движение в обоих направлениях. Общественный транспорт по улице не курсирует, но на улице Слокас есть остановка трамвая и автобуса «Baldones iela».

## История
Улица Балдонес впервые упоминается в городских адресных книгах за 1896/1897 год, однако своё название (рус. Бальдонская улица, нем. Baldohnsche Strasse) она получила ещё в 1888 году. Переименований улицы не было.
Улица была проложена по инициативе и на средства администрации фабрики по производству замко́в «Гермингауз и Форман», вдоль территории которой она проходила. Фабриканты изначально предложили название Замко́вая улица, однако городские власти его не приняли — во избежание путаницы, поскольку в городе уже имелась За́мковая улица (нынешняя улица Пилс, латыш. Pils iela), а также и Ключевая улица (нынешняя улица Авоту, латыш. Avotu iela).
Первоначально улица пролегала только от ул. Слокас до ул. Вилипа. В 1901 её было разрешено продолжить по частной территории усадьбы Шварцмуйжа, тем самым она обрела современные границы.

## Застройка
- Дом № 12 — деревянный доходный дом (1909-1910, архитектор Эйжен Лаубе).
- Дом № 13 — деревянный жилой дом (1910, архитектор Август Витте).
- Дома № 16 и 17 — деревянные доходные дома (1899, архитектор Альфред Ашенкампф).

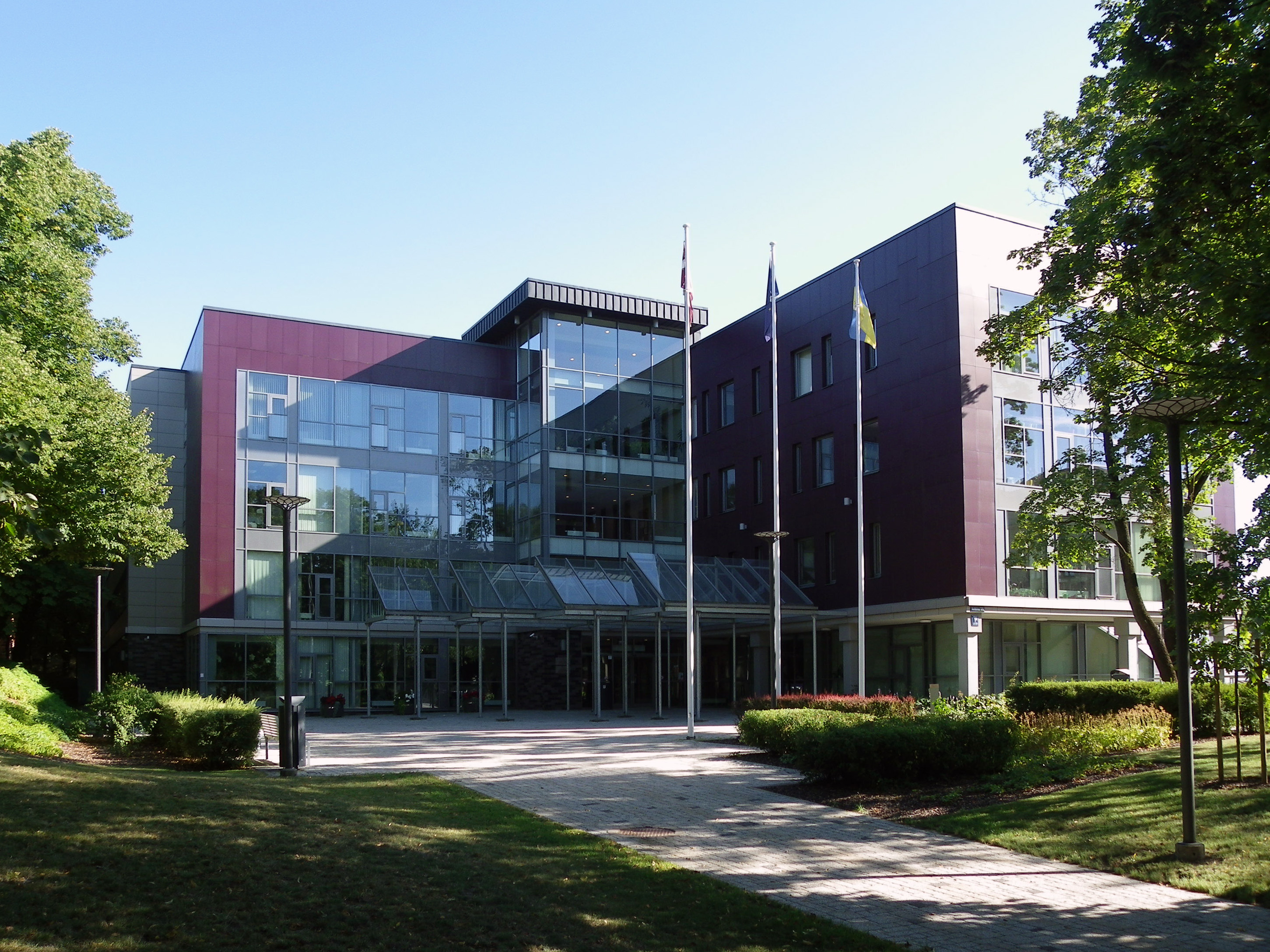
Дом № 1A
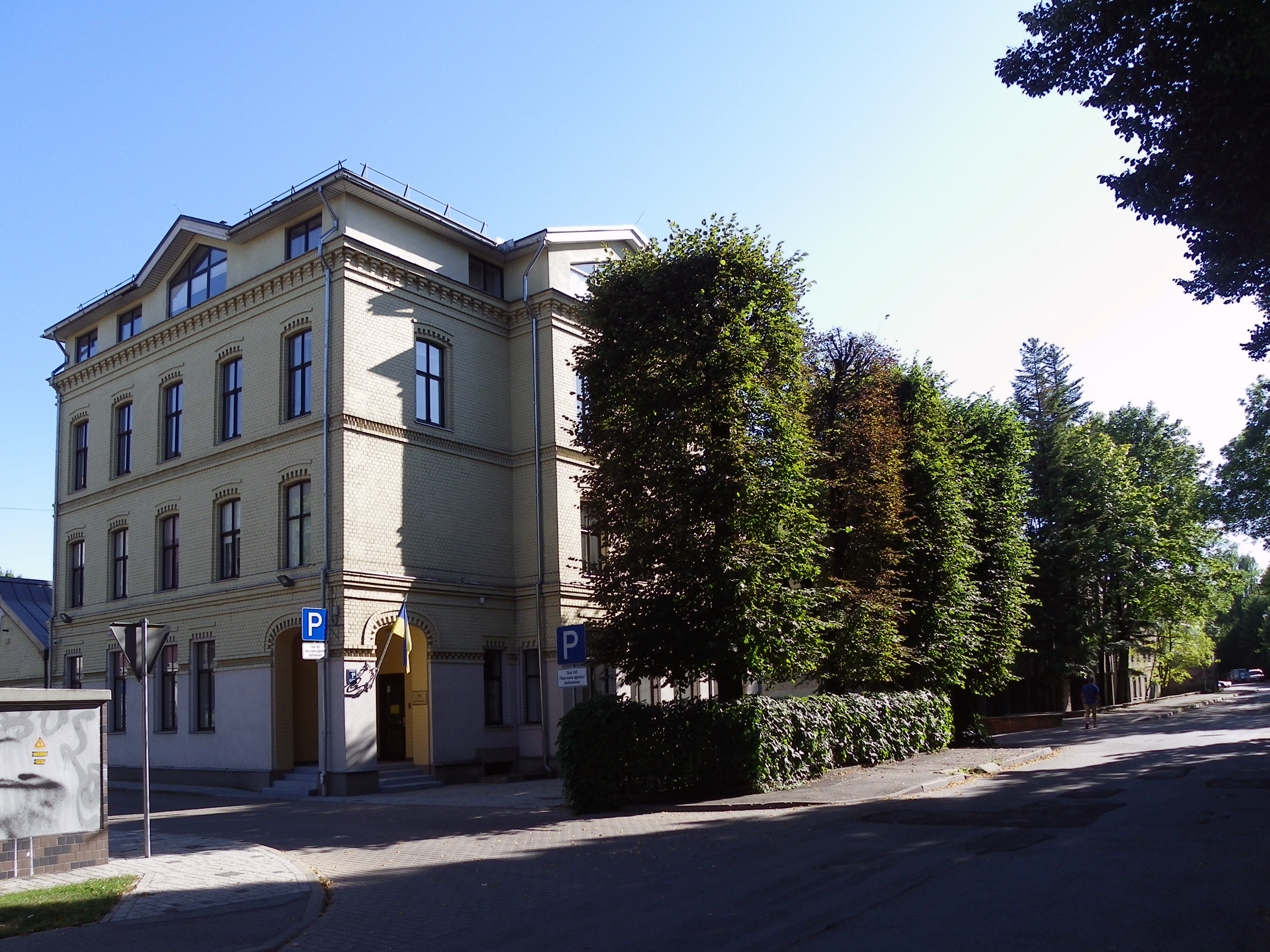
Дом № 1B
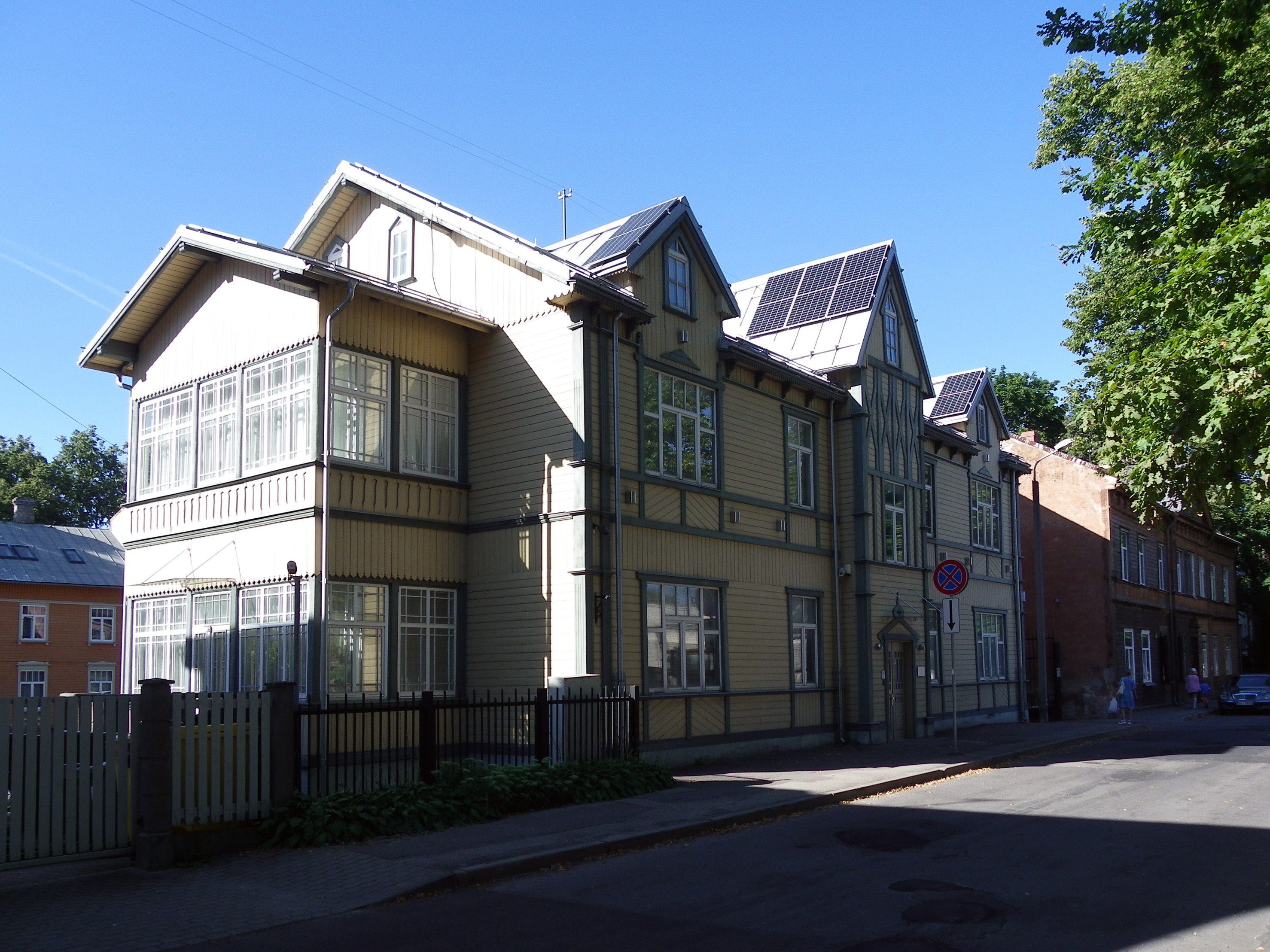
Дом № 12
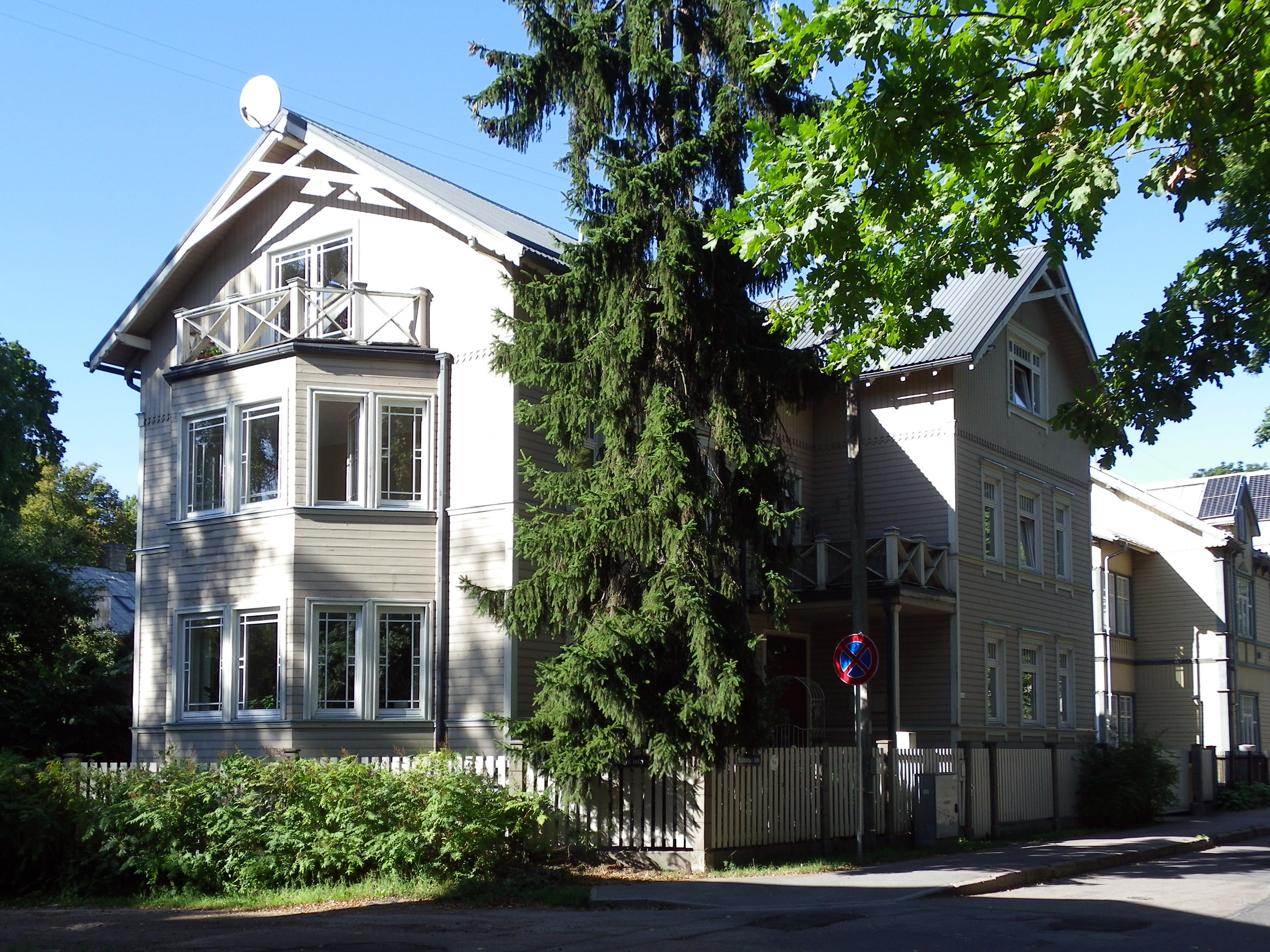
Дом № 12А

## Прилегающие улицы
Улица Балдонес пересекается со следующими улицами:
- улица Слокас
- улица Гриезес
- улица Вилипа
- улица Грегора